# Resultados do Carnaval do Rio de Janeiro em 1933
Nesta página está listado o resultado das disputas de escolas de samba, ranchos carnavalescos e sociedades carnavalescas do carnaval do Rio de Janeiro do ano de 1933. A segunda edição dos desfiles das escolas de samba foi realizada entre a noite de 26 de fevereiro de 1933 e a madrugada do dia seguinte. Com a extinção do noticiário Mundo Sportivo, o Jornal O Globo assumiu a organização do concurso.
A Estação Primeira de Mangueira foi bicampeã do carnaval desfilando o enredo "Uma Segunda-feira do Bonfim, na Ribeira", que algumas fontes também registram como "Uma Segunda-feira do Bonfim da Bahia". O desfile, sobre a Bahia, estava sob a responsabilidade de Pedro Palheta, que se aborreceu durante os preparativos para o carnaval, passando a função para Maçu da Mangueira. Azul e Branco do Salgueiro foi a vice-campeã.
Terceira colocada, a Unidos da Tijuca apresentou três sambas de tema igual ao seu enredo. Alguns especialistas tratam como o primeiro samba-enredo da história, enquanto outros defendem que a atitude da escola não foi intencional, não sendo seguida pelas demais agremiações nem pela própria Tijuca nos anos seguintes. Recreio das Flores foi o campeão dos ranchos. O Clube dos Democráticos conquistou o título do concurso das grandes sociedades.

## Escolas de samba
A segunda edição do desfile das escolas de samba do Rio de Janeiro teve início às 20 horas e 40 minutos do domingo, dia 26 de fevereiro de 1933, e foi finalizado aos 30 minutos do dia seguinte. O local de apresentação foi na Praça Onze. Segundo a imprensa, cerca de 40 mil pessoas acompanharam o desfile. Com a extinção do noticiário Mundo Sportivo, o Jornal O Globo assumiu a organização do concurso. Cada escola teve que cantar três sambas inéditos e apresentar baianas. O uso de instrumentos de sopro foi proibido.
| Ordem dos desfiles |
| 1. Fiquei Firme 2. Sport Clube Guarany 3. União do Amor 4. Aventureiros da Matriz 5. Embaixada Escola Amizade do Realengo 6. Podia Ser Pior 7. União Barão da Gamboa 8. Capricho do Engenho Novo 9. Inimigos da Tristeza 10. Azul e Branco do Salgueiro 11. Na Hora É Que Se Vê 12. Recreio de Ramos 13. Vai Como Pode 14. Última Hora 15. Nós Não Somos Lá Essas Coisas 16. Estação Primeira de Mangueira 17. Estrela da Tijuca 18. É Assim Que Nós Queremos 19. Filhos de Ninguém 20. Unidos da Tijuca 21. Em Cima da Hora do Catumbi 22. É o Que Se Vê 23. Tuiuti 24. Príncipes da Floresta 25. Unidos do Salgueiro 26. União do Uruguai 27. Mocidade Louca de São Cristóvão 28. Lira do Amor 29. Vizinha Faladeira 30. De Mim Ninguém Se Lembra 31. Prazer da Serrinha 32. Paz e Amor |

### Quesitos e julgadores
| As escolas foram avaliadas em cinco quesitos: 1. Conjunto 2. Enredo 3. Harmonia 4. Originalidade 5. Poesia do samba | A comissão julgadora foi formada por: - João da Gente - Jofre Rodrigues - Jorge Murat Os julgadores Pilar Drumond e Roberto Lobo não compareceram ao evento. Os jurados ficaram instalados em um coreto. |

### Classificação
Assim como no ano anterior, apenas as cinco primeiras colocações foram divulgadas. A Estação Primeira de Mangueira foi bicampeã do carnaval carioca. A escola desfilou com o enredo "Uma Segunda-feira do Bonfim, na Ribeira". Algumas fontes registram como "Uma Segunda-feira do Bonfim da Bahia". O enredo, sobre a Bahia, estava sob a responsabilidade de Pedro Palheta, que se aborreceu durante os preparativos para o carnaval, passando a função para Maçu da Mangueira. Azul e Branco do Salgueiro ficou com o vice-campeonato. Terceira colocada, a Unidos da Tijuca chamou atenção por apresentar três sambas de acordo com o tema do enredo (justamente sobre o gênero samba). Alguns especialistas tratam como o primeiro samba-enredo da história, enquanto outros defendem que a atitude da Tijuca não deu início ao processo que levou as demais escolas apresentarem sambas de acordo com o enredo. De Mim Ninguém Se Lembra, que teve a participação de Heitor dos Prazeres, obteve o quarto lugar, empatada com a Vai Como Pode. A futura Portela apresentou o enredo "Voando para a Glória", que  algumas fontes registram como "O Carnaval da Vitória", título de um dos sambas cantados pela escola no desfile.
| Legenda: Campeã * Sem informação disponível |

| Col.                                     | Escola                               | Enredo                                            | Carnavalesco(a)                   |
| ---------------------------------------- | ------------------------------------ | ------------------------------------------------- | --------------------------------- |
| 1                                        | Estação Primeira de Mangueira        | Uma Segunda-feira do Bonfim, na Ribeira           | Pedro Palheta e Maçu da Mangueira |
| 2                                        | Azul e Branco do Salgueiro           | Uma Noite na Bahia                                | *                                 |
| 3                                        | Unidos da Tijuca                     | O Mundo do Samba                                  | *                                 |
| 4                                        | De Mim Ninguém Se Lembra             | Convidados pela Fama                              | *                                 |
| 4                                        | Vai Como Pode (Portela)              | Voando para a Glória ou O Carnaval da Vitória     | Antônio Caetano                   |
| 5                                        | União do Uruguai                     | Na Bahia                                          | *                                 |
| Sem classificação (por ordem alfabética) |                                      |                                                   |                                   |
| Aventureiros da Matriz                   | Aventureiros da Matriz               | *                                                 | *                                 |
| Capricho do Engenho Novo                 | Capricho do Engenho Novo             | *                                                 | *                                 |
| É Assim que Nós Queremos                 | É Assim que Nós Queremos             | *                                                 | *                                 |
| É o Que Se Vê                            | É o Que Se Vê                        | *                                                 | *                                 |
| Em Cima da Hora do Catumbi               | Em Cima da Hora do Catumbi           | Jardim do Catumbi                                 | *                                 |
| Embaixada Escola Amizade do Realengo     | Embaixada Escola Amizade do Realengo | A Terra e a América                               | *                                 |
| Estrela da Tijuca                        | Estrela da Tijuca                    | Sistema Solar                                     | *                                 |
| Filhos de Ninguém                        | Filhos de Ninguém                    | *                                                 | *                                 |
| Fiquei Firme                             | Fiquei Firme                         | A Corte do Samba                                  | *                                 |
| Inimigos da Tristeza                     | Inimigos da Tristeza                 | Escolas de Samba                                  | *                                 |
| Lira do Amor                             | Lira do Amor                         | Orgia                                             | *                                 |
| Mocidade Louca de São Cristóvão          | Mocidade Louca de São Cristóvão      | Antiga Bahia                                      | *                                 |
| Na Hora É Que Se Vê                      | Na Hora É Que Se Vê                  | O Sabiá da Minha Terra                            | *                                 |
| Nós Não Somos Lá Essas Coisas            | Nós Não Somos Lá Essas Coisas        | Loteria                                           | *                                 |
| Paz e Amor                               | Paz e Amor                           | *                                                 | *                                 |
| Podia Ser Pior                           | Podia Ser Pior                       | Adão e Eva e a Tentação da Carne                  | *                                 |
| Prazer da Serrinha                       | Prazer da Serrinha                   | Uma Noite Serrana                                 | *                                 |
| Príncipes da Floresta                    | Príncipes da Floresta                | *                                                 | *                                 |
| Recreio de Ramos                         | Recreio de Ramos                     | Jardim da Primavera                               | *                                 |
| Sport Clube Guarany                      | Sport Clube Guarany                  | *                                                 | *                                 |
| Tuiuti                                   | Tuiuti                               | Uma Excursão a Bahia                              | *                                 |
| Última Hora                              | Última Hora                          | A Favela                                          | *                                 |
| União Barão da Gamboa                    | União Barão da Gamboa                | Homenagem às Escolas de Samba e seus Compositores | *                                 |
| União do Amor                            | União do Amor                        | *                                                 | *                                 |
| Unidos do Salgueiro                      | Unidos do Salgueiro                  | *                                                 | *                                 |
| Vizinha Faladeira                        | Vizinha Faladeira                    | Os Garimpeiros                                    | *                                 |

## Sociedades carnavalescas

### Julgadores
A comissão julgadora foi formada por: Lourival Fontes; Humberto Cozzo; Celso Antonio; Gilberto Trompowsky; e Dias da Silva.

### Classificação
Clube dos Democráticos foi o campeão.
| Col. | Sociedade              | Pontos |
| ---- | ---------------------- | ------ |
| 1    | Clube dos Democráticos | 44,6   |
| 2    | Pierrôs da Caverna     | 37     |
| 3    | Tenentes do Diabo      | 29     |
| 4    | Fenianos               | 19,1   |
| 5    | Congresso dos Fenianos | 16,4   |